# Ludwig von Winterfeld (Unternehmer)
Ludwig Gustav Moritz von Winterfeld (* 21. November 1880 in Potsdam; † 10. Mai 1958 in Freiburg im Breisgau) war ein deutscher Unternehmer bei den Siemens-Schuckertwerken und der Siemens & Halske AG.

## Leben
Ludwig war ein Sohn des preußischen Oberst Ernst von Winterfeld (1841–1896) und dessen Ehefrau Hedwig, geborene von Winterfeldt (* 1849).
Er heiratete 1905 Charlotte Pietschker, eine Tochter von Käthe Pietschker und Enkelin von Werner von Siemens. Winterfeld diente im 1. Garde-Regiment zu Fuß der Preußischen Armee und promovierte 1913 zum Dr. phil. mit der Arbeit Entwicklung und Tätigkeit der Firma Siemens & Halske in den Jahren 1847-1897. 1914 erfolgte der Eintritt in die Siemens-Schuckertwerke, wo er 1919 stellvertretendes und 1925 volles Vorstandsmitglied wurde. Außerdem war er Vorstandsmitglied der Siemens & Halske AG. Von 1914 bis 1918 nahm er als Hauptmann am Ersten Weltkrieg teil.

## Politik
Winterfeld saß im Verwaltungsrat des Politischen Kollegs. Er war im Beirat des Mitteleuropäischen Wirtschaftstages, der eine Vereinigung Mitteleuropas unter deutscher Führung anstrebte. 1924 bezeichnete er den Faschismus in den „Siemens-Mitteilungen“ als „Gegenströmung gegen die Gefahr des Kommunimus“ und auf die Frage „Was will nun der Faschismus?“ antwortete er:

„Auf die kürzeste Formel gebracht, heißt seine Parole: ‚Disziplin, Ordnung, Glück, Größe des Vaterlandes’ – eine Parole, welche jeder, der sein Vaterland liebt und nicht von Parteischeuklappen am klaren Sehen behindert ist, ohne Zaudern als die eigene erklären kann. [...] Welcher objektive Beobachter könnte dieser Erscheinung seine Sympathie versagen?“

Walther Funk sagte im Nürnberger Prozess gegen die Hauptkriegsverbrecher aus, dass Winterfeld vor der Machtergreifung beim Management von Siemens, welches demokratisch eingestellt gewesen sei, für Verständnis für die NSDAP warb.
Er nahm an dem Geheimtreffen vom 20. Februar 1933 von Industriellen mit Hitler teil, bei dem eine Wahlfonds von 3 Millionen Reichsmark für die NSDAP sowie der Kampffront Schwarz-Weiß-Rot beschlossen wurde.
Nach der Machtergreifung wurde er Mitglied im F-Kreis, einem Beraterkreis des Propagandaministers Joseph Goebbels. Dieser berief Winterfeld im Oktober 1933 in den Verwaltungsrat des Werberats der deutschen Wirtschaft.